# Jana Suchá
Jana Suchá (* 22. září 1975 Karlovy Vary) je česká právnička a politička, v letech 2010 až 2013 poslankyně Poslanecké sněmovny Parlamentu České republiky.

## Životopis
Jana Suchá vystudovala právnickou fakultu Západočeské univerzity v Plzni, poté pracovala jako advokátní koncipientka a později advokátka v Karlových Varech. Od roku 2005 má vlastní advokátní kancelář.

### Politická dráha
Do Poslanecké sněmovny Parlamentu České republiky byla zvolena ve volbách 2010 v Karlovarském kraji na kandidátce strany Věci Veřejné, a to díky preferenčním hlasům z pátého místa. V dubnu 2012 ohlásila konec svého členství ve Věcech Veřejných a asociaci s nově vznikající politickou platformou Karolíny Peake, která se později transformovala v politickou stranu LIDEM. Na jaře 2013 však ukončila členství v této straně tím, že neuhradila členské příspěvky. Zůstala ale členkou neformálního uskupení poslanců LIDEM.